# Векеманс, Вилли
Вилли Векеманс (нидерл. Willy Vekemans; род. 28 апреля 1945, коммуна Пютте, провинция Анверпен, Бельгия) — бельгийский профессиональный шоссейный велогонщик в 1967—1972 годах. Победитель однодневных велогонок: Омлоп Хет Ниувсблад, Гран-при кантона Аргау, Гент — Вевельгем , Тур Лимбурга.

## Достижения
1967
1-й Омлоп Хет Ниувсблад
1968
1-й — Этап 4 Тур Бельгии
1-й Гран-при кантона Аргау
2-й Гран-при Вилворде
7-й Омлоп Хет Ниувсблад
1969
1-й Гент — Вевельгем
1-й — Этап 4 Тур Бельгии
1-й Тур Лимбурга
3-й E3 Харелбеке
3-й Париж — Рубе
5-й Амстел Голд Рейс
1970
1-й — Этап 2 Тиррено — Адриатико
2-й Гент — Вевельгем
4-й Кюрне — Брюссель — Кюрне
9-й Тур Бельгии — Генеральная классификация
9-й Омлоп Хет Ниувсблад

## Статистика выступлений

### Гранд-туры
| Гранд-тур                 | 1968 | 1969 | 1970 |
| ------------------------- | ---- | ---- | ---- |
| Джиро д’Италия            | —    | —    | НФ   |
| Тур де Франс              | НФ   | —    | —    |
| (c 2010 ) Вуэльта Испании | —    | —    | —    |

| —  | Не участвовал  |
| НФ | Не финишировал |